# وارمد عمري
وارمد عمري (مواليد 23 أبريل 2000) هو لاعب كرة قدم فرنسي يلعب في مركز المدافع في نادي ستاد رين.

## روابط خارجية
- وارمد عمري على موقع الاتحاد الأوربي (الإنجليزية)
- وارمد عمري على موقع قاعدة بيانات كرة القدم.إي يو (الإنجليزية)
- وارمد عمري على موقع ليكيب (الفرنسية)
- وارمد عمري على موقع ناشيونال فوتبول تيمز (الإنجليزية)
- وارمد عمري على موقع Soccerbase.com (لاعب) (الإنجليزية)
- وارمد عمري على موقع Soccerway.com (الإنجليزية)
- وارمد عمري على موقع عالم كرة القدم.نت (الإنجليزية)